# 克莱托马库斯
克莱托马库斯（英語：Clitomachus，前186年—前109年）是古代哲学家。他是迦太基人，原名哈斯德鲁巴，后移居雅典，在柏拉图学院师从卡尔内阿德斯，创立了自己的哲学学派，但后来与其追随者返回学院，并成为领袖。